# José María Jiménez
José María Jiménez Sastre, född 6 februari 1971 i El Barraco, Kastilien och León, död 6 december 2003 i Madrid, var en spansk professionell tävlingscyklist. Han var en utpräglad bergsspecialist som ofta attackerade i de allra brantaste partierna.

## Karriär
José María Jiménez var verksam som professionell tävlingscyklist åren 1992–2002. Han cyklade hela tiden för samma lag, det spanska stallet Banesto. Jiménez firade sina största triumfer i det spanska etapploppet Vuelta a España där han vann sammanlagt nio etapper och fyra bergspristävlingar, samt en poängtävling. Han var dock alldeles för ojämn och svag på tempoloppen för att på allvar kunna utmana om totalsegern och slutade som bäst trea totalt 1998.
En av sina mest spektakulära segrar tog Jiménez i Vuelta de España 1999 på etapp 8 uppför bergsstigningen Alto de L'Angliru. I regn och rusk uppför den 23% branta stigningen cyklade Jiménez ifatt Pavel Tonkov en kilometer från mål och vann i spurten.
Jiménez behandlades för depression och avslutade sin professionella karriär 2002. Han avled efter en hjärtattack på en psykiatrisk klinik i Madrid 6 december 2003.

## Meriter
1992
1:a  Circuito Montañés
1994
1:a Subida a Urkiola
1:a  Vuelta a La Rioja
1st Stage 2
1995
1:a  Colorado Classic
1:a etapp 1
1:a etapp 3
1:a etapp 4, Katalonien runt
1996
1:a Subida a Urkiola
1997
1st  Nationsmästerskapens linjelopp
1:a  Vuelta a La Rioja
1:a etapp 2
1:a  Bergspristävlingen, Vuelta a España
1:a etapp 19
1998
1:a etapp 3, Criterium du Dauphiné Libéré
1:a etapp 5, Vuelta a Asturias
3:a Vuelta a España
1:a  Bergspristävlingen
1:a etapp 6
1:a etapp 10
1:a etapp 11
1:a etapp 16
1999
5:a Vuelta a España
1:a  Bergspristävlingen
1:a etapp 8
2000
1:a Classique des Alpes
1:a  Katalonien runt
1:a etapp 7
1:a etapp 8
2001
17:e Vuelta a España
1:a  Poängtävlingen
1:a  Bergspristävlingen
1:a etapp 8
1:a etapp 11
1:a etapp 12

## Stall
- Banesto, iBanesto.com 1992–2002